# Рогашка Слатина (община)
Община Рогашка Слатина (на словенски: Občina Rogaška Slatina) е община в Словения. Административен център на общината е Рогашка Слатина. Населението на общината през 2002 година е 10 544 души.

## Населени места
Общината има 41 населени места:
- Рогашка Слатина (на словенски: Rogaška Slatina)
- Брезе при Подплату (на словенски: Brezje pri Podplatu)
- Брестовец (на словенски: Brestovec)
- Велике Родне (на словенски: Velike Rodne)
- Винец (на словенски: Vinec)
- Габровец при Костривници (на словенски: Gabrovec pri Kostrivnici)
- Габрце (на словенски: Gabrce)
- Градишки Дол (на словенски: Gradiški Dol)
- Древеник (на словенски: Drevenik)
- Загай под Бочем (на словенски: Zagaj pod Bočem)
- Згорне Негоне (на словенски: Zgornje Negone)
- Згорне Сечово (на словенски: Zgornje Sečovo)
- Згорни Габрник (на словенски: Zgornji Gabrnik)
- Згорня Костривница (на словенски: Zgornja Kostrivnica)
- Ире (на словенски: Irje)
- Каменце (на словенски: Kamence)
- Камна Горца (на словенски: Kamna Gorca)
- Качи Дол (на словенски: Kačji Dol)
- Мале Родне (на словенски: Male Rodne)
- Нимно (на словенски: Nimno)
- Плат (на словенски: Plat)
- Подплат (на словенски: Podplat)
- Подтурн (на словенски: Podturn)
- Приставица (на словенски: Pristavica)
- Прнек (на словенски: Prnek)
- Ратанска вас (на словенски: Ratanska vas)
- Райнковец (на словенски: Rajnkovec)
- Рявица (на словенски: Rjavica)
- Свети Флориян (на словенски: Sveti Florijan)
- Сподне Негоне (на словенски: Spodnje Negonje)
- Сподне Сечово (на словенски: Spodnje Sečovo)
- Сподни Габрник (на словенски: Spodnji Gabrnik)
- Сподня Костривница (на словенски: Spodnja Kostrivnica)
- Стрмец при Светем Флорияну (на словенски: Strmec pri Svetem Florijanu)
- Текачево (на словенски: Tekačevo)
- Тополе (на словенски: Topole)
- Тржище (на словенски: Tržišče)
- Тунцовец (на словенски: Tuncovec)
- Церовец под Бочем (на словенски: Cerovec pod Bočem)
- Цесте (на словенски: Ceste)
- Чача вас (на словенски: Čača vas)